# Bassus similis
Bassus similis är en stekelart som först beskrevs av Bhat och Gupta 1977.  Bassus similis ingår i släktet Bassus och familjen bracksteklar. Inga underarter finns listade.